# Swizzling
Nella computer grafica, lo swizzling è la ricombinazione delle componenti di un vettore. Dal punto di vista dell'algebra lineare, si ottiene moltiplicando il vettore per una matrice le cui righe siano vettori della base.
Ad esempio, dato il vettore {\displaystyle v=(1,2,3,4)^{T}}, le cui componenti sono rispettivamente {\displaystyle x}, {\displaystyle y}, {\displaystyle z} e {\displaystyle w}, lo swizzling {\displaystyle B=A.wwxy} assume il valore {\displaystyle (4,4,1,2)^{T}}.
{\displaystyle A.wwxy={\begin{bmatrix}0&0&0&1\\0&0&0&1\\1&0&0&0\\0&1&0&0\end{bmatrix}}{\begin{bmatrix}1\\2\\3\\4\end{bmatrix}}={\begin{bmatrix}4\\4\\1\\2\end{bmatrix}}}.